# ناحیه اولاد عطیه
ناحیه اولاد عطیه (به عربی: دائرة أولاد عطیة) یک ناحیه در الجزایر است که در استان سکیکده واقع شده‌است. ناحیه اولاد عطیه ۲۳۹٫۰۴ کیلومتر مربع مساحت و ۲۱٬۵۸۰ نفر جمعیت دارد.